# Sic Itur ad Astra (folyóirat)
A Sic Itur ad Astra folyóirat egy 1987 óta megjelenő történettudományi periodika.

## Ismertetése
A folyóiratot az ELTE néhány történelemszakos hallgatója alapította 1987-ben, Fiatal Történészek Folyóirata alcímmel. A folyóirat neve Vergilius Aeneiséből származik: „macte nova virtute puer: sic itur ad astra” azaz „élj az új lehetőséggel, gyermek, így jutsz fel a csillagokig!” (11. ének, 283. sor).
A lap az első tíz évben folyamatosan megjelent egyes években 2, 3, akár négy számmal. Jelenleg a folyóirat évente négy számmal jelenik meg, de gyakran összevontan.
„A folyóirat a lehető legtágabban értelmezett történettudomány területéről közöl színvonalas tanulmányokat, elsősorban graduális vagy posztgraduális képzésben résztvevő hallgatók cikkeit, tanulmányait, recenzióit. A szerkesztőség másodközlésre nem fogad el írásokat. A számoknak általában hasonló a felépítésük. Az esetek döntő többségében egy, a szám tematikájához munkásságával és pedagógiai tevékenységével kapcsolódó kutatóval készült interjúval kezdődik a kötet. Ezt követik – szintén az adott témakörben – a publikálók cikkei, tanulmányai.”
A Sic Itur ad Astra folyóiratot korábban a Sic Itur ad Astra Egyesület adta ki, 2017-től pedig a Korall Társadalomtörténeti Egyesület, amelynek vezetője Czoch Gábor. A folyóirat jelenlegi főszerkesztője Kovács Janka, főszerkesztő-helyettese Lászlófi Viola. A Sic Itur ad Astrának az ELTE Bölcsészettudományi Kara ad otthont (1088 Budapest, Múzeum krt. 6-8. I. 133.).

## Munkatársak

### Alapító szerkesztők[3]
- Kreutzer Andrea
- Morenth Péter
- Nyáry Mihály
- †Sahin-Tóth Péter
- Szilágyi Márton

### Szerkesztőség[3]
| - Balogh János Mátyás - Bolgár Dániel - Csunderlik Péter - Gyökös Eleonóra - Illés Gábor - Koloh Gábor - Kovács Janka - Lászlófi Viola | - Marsai Viktor - Papp Gábor - Rózsa Márton - Szokol Réka - Tolmár Bálint - Tóth Kelemen - Veress Dániel - Virág Csilla |

### Korábbi szerkesztőségi tagok[3]
| - Ács Zsófia - Balogh Zsuzsanna - Bezsenyi Tamás - Bódy Zsombor - Demmel József - Dombóvári Ádám - Ferdinandy Katalin - Filippov Gábor - Fülöp József - Gérecz Balázs - Goda Károly - Gyimesi Emese - Hegedűs Dániel - Horvát Cecília - Kalmár Anna - Kádár Zsófia - Kármán Gábor - Kelenhegyi Andor - Kellner Anikó - Kemény Orsolya - Kerekes Dóra - Keszei András - Korpás Zoltán - Lajtai László - Macher Anikó - Masát Ádám | - Márkus Rozália - Marian Andor - Mihalik Béla - Mohácsi Gergely - Nagy Sándor - Naményi Ildikó - Oláh Anna - Priszlinger Zoltán - Rigó Máté - Sebők Marcell - Sohajda Ferenc - Szabó Zoltán - Szatucsek Zoltán - Szőcs László - Takács Erzsébet - Tarafás Imre - Tevesz László - Tóth Árpád - Tóth Péter - Tóvay Nagy Péter - Trádler Henrietta - Varga András - Vargha Lili - Várhelyi Zsuzsanna - Vida Bence - Vörös Boldizsár - Zsinka László |